# Визитор
Визитор е планина в Черна гора, част от масива на Проклетия.
Намира се между долината между Гусине и Плав с Плавско езеро (1820 м., откъдето започва река Лим) от изток и река Злоречица от запад. Планината е на границата между общините Андриевица и Плав.
Най-високият ѝ едноименен връх е висок 2211 м. Изградена от варовик, който се намира в метаморфозирани шисти.
Богата на водни ресурси планина с иглолистни гори и тучни пасища.